# Clifton (Arizona)
Clifton és una població dels Estats Units a l'estat d'Arizona. Segons el cens del 2007 tenia 2.324 habitants.

## Demografia
Segons el cens del 2000, Clifton tenia 2.596 habitants, 919 habitatges, i 685 famílies La densitat de població era de 67,5 habitants/km².
Dels 919 habitatges en un 41,3% hi vivien nens de menys de 18 anys, en un 57,3% hi vivien parelles casades, en un 10,4% dones solteres, i en un 25,4% no eren unitats familiars. En el 22,2% dels habitatges hi vivien persones soles el 8,2% de les quals corresponia a persones de 65 anys o més que vivien soles. El nombre mitjà de persones vivint en cada habitatge era de 2,8 i el nombre mitjà de persones que vivien en cada família era de 3,27.
Per edats la població es repartia de la següent manera: un 32,3% tenia menys de 18 anys, un 7,7% entre 18 i 24, un 29,8% entre 25 i 44, un 19,3% de 45 a 60 i un 10,9% 65 anys o més.
L'edat mediana era de 32 anys. Per cada 100 dones de 18 o més anys hi havia 105 homes.
La renda mediana per habitatge era de 39.786 $ i la renda mediana per família de 41.820 $. Els homes tenien una renda mediana de 39.813 $ mentre que les dones 19.485 $. La renda per capita de la població era de 15.313 $. Aproximadament el 8,1% de les famílies i l'11,5% de la població estaven per davall del llindar de pobresa.

## Poblacions més properes
El següent diagrama mostra les poblacions més properes.